# Padus buergeriana
Padus buergeriana là loài thực vật có hoa trong họ Hoa hồng. Loài này được (Miq.) T.T. Yu & T.C. Ku mô tả khoa học đầu tiên năm 1986.